# Euphorbia luzoniensis
Euphorbia luzoniensis är en törelväxtart som beskrevs av Elmer Drew Merrill. Euphorbia luzoniensis ingår i släktet törlar, och familjen törelväxter.
Artens utbredningsområde är Filippinerna. Inga underarter finns listade i Catalogue of Life.